# Malilipot
Malilipot ist eine philippinische Stadtgemeinde in der Provinz Albay. Sie hat 37.785 Einwohner (Zensus 1. August 2015). Die Gemeinde liegt an der Küste des Golf von Lagonoy. 

## Baranggays
Malilipot ist politisch unterteilt in 18 Baranggays.
| - Binitayan - Calbayog - Canaway - Barangay I (Pob.) - Barangay II (Pob.) - Barangay III (Pob.) - Barangay IV (Pob.) - Barangay V (Pob.) - Salvacion | - San Antonio Santicon (Pob.) - San Antonio Sulong - San Francisco - San Isidro Ilawod - San Isidro Iraya - San Jose - San Roque - Santa Cruz - Santa Teresa |